# 山下英愛
山下 英愛（やました よんえ、1959年 - ）は、韓国女性学の研究者。文教大学文学部教授。
旧名は崔英愛。元挺対協。内縁の夫は慰安婦問題で有名な戸塚悦朗弁護士。

## 来歴
朝鮮総聯元幹部である父・崔碩義と日本人の母の間に東京都で生まれたハーフ。初級学校の6年間、皆勤賞を受賞。父親が総連から離脱したため、中学から公立学校に通う。1982年3月、多摩美術大学美術学部絵画科油画専攻、1984年3月、津田塾大学学芸学部国際関係学科を卒業。
1987年3月、同大学大学院前期課程修了後、1988年に梨花女子大学校に留学し、そこで挺対協の初代代表の尹貞玉と出会い、1990年、盧泰愚大統領訪日時に挺身隊に関する声明を出したことをきっかけに挺対協へ加わり、研究班のひとりとなった。
1992年1月、同大学校大学院女性学科修士、1996年1月、同大学校大学院女性学科博士を修了。1994年8月から並行し、東国大学校文科学部日語日文科外国人招聘教授を1998年2月まで担当。
1998年3月から2000年3月31日、ワシントン大学の客員研究員、2000年4月から立命館大学 国際関係学部、産業社会学部、法学部、文学部の非常勤講師を勤め、2009年9月10日、国際関係学博士取得。2014年4月、文教大学文学部教授に就任。

## エピソード
大高未貴を訴えた事件については、週刊金曜日に詳しい。

## 著書

### 著作
- 『ナショナリズムの狭間から―「慰安婦」問題へのもう一つの視座』 明石書店、2008年、ISBN 978-4-7503-2818-8
- 『내셔널리즘의 틈새에서:위안부문제를 보는 또 하나의 시각』도서출판 한울、2012（韓国）
- 『女たちの韓流――韓国ドラマを読み解く』岩波新書、2013年

### 編著
- 『日本軍「慰安婦」関係資料集成』 鈴木裕子(編)・山下英愛(編)・外村大(編)、明石書店、2006年、ISBN 4750324345

### 翻訳
- 韓国女性ホットライン連合編 『韓国女性人権運動史』 明石書店、2004年、ISBN 4-7503-1945-7
- 権仁淑 『韓国の軍事文化とジェンダー』 御茶の水書房、2006年、ISBN 4275005023
- チョン・ギョンア 『まんが「慰安婦」レポート 1』 明石書店、2007年、ISBN 978-4-7503-2591-0
- 金蓮子 『基地村の女たち――もう一つの韓国現代史』御茶の水書房、2012年